# Dólmenes de Abjasia
↗Los dólmenes de Abjasia se encuentran en varios lugares de Abjasia/Georgia. Un dolmen es un tipo de tumba megalíticade una sola cámara prehistórica. Estas estructuras se encuentran en el norte de Abjasia, siendo las mejor estudiadas las de Eshera. Estructuras similares se encuentran en el territorio vecino del Cáucaso Noroccidental.

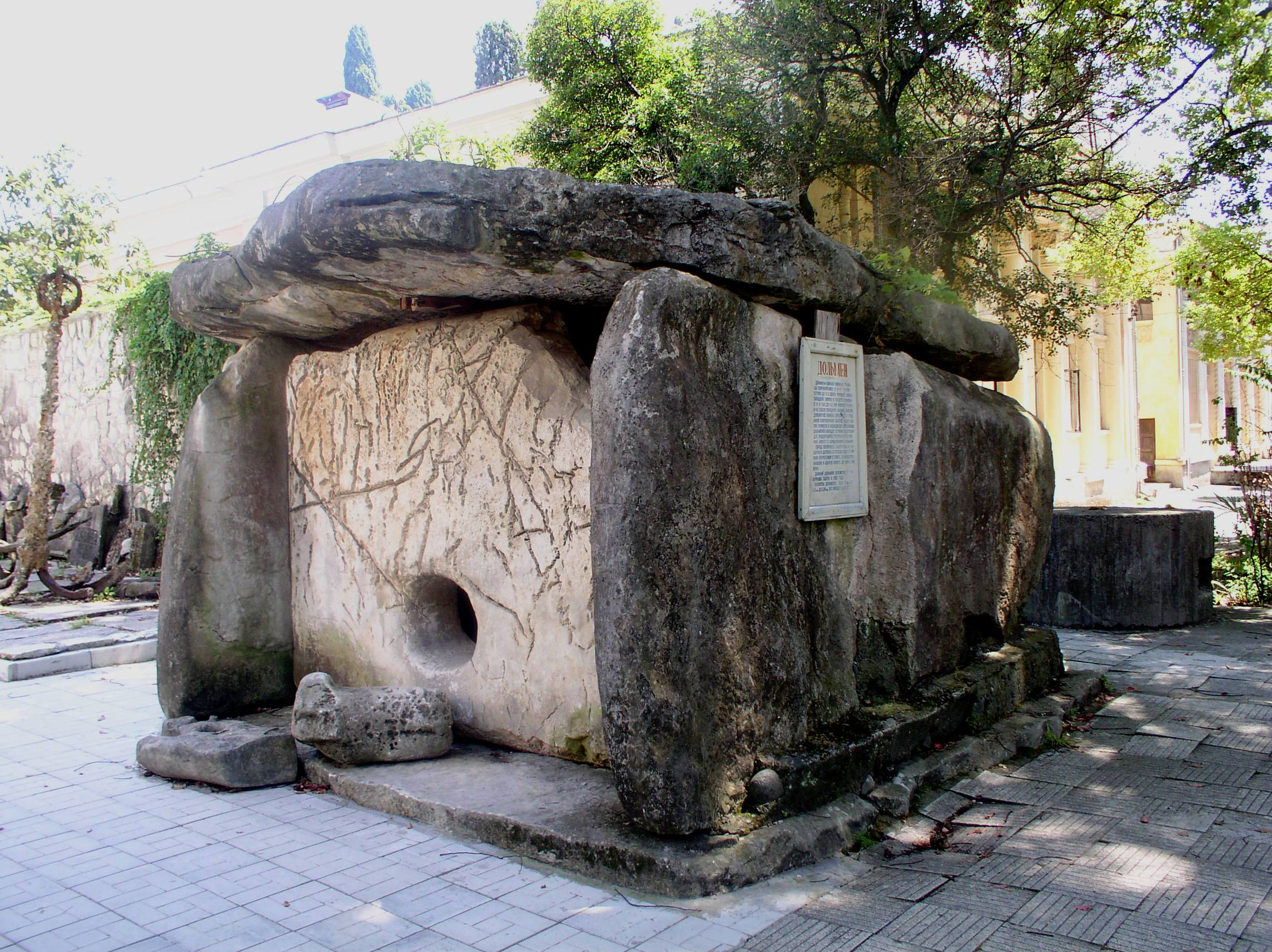
Un dolmen expuesto en un museo.

## Descripción
Los dólmenes en Abjasia parecen haber sido entierros familiares, los primeros de los cuales fueron construidos en el tercer milenio a. C. y el más grande de los cuales datan de la Edad Media de Bronce, probablemente la primera mitad del primer milenio a. C. Consisten en cuatro enormes piedras planas situadas verticalmente y cubiertas con la quinta piedra similar. Algunos de los dólmenes tienen una losa de piedra como el suelo. Una abertura ovalada de alrededor de 0,4 m de diámetro se encuentra a menudo en las paredes laterales y losas del suelo. Grandes piedras están bordeadas alrededor de las paredes exteriores. Los artefactos arqueológicos encontrados en los dólmenes incluyen hachas, puntas de lanza, varios tocados y cerámica.

## Condición actual
Se desconoce el estado actual de condición de los dólmenes de Abjasia. Georgia ha inscrito a los dólmenes de Abjasia en su lista de patrimonio cultural y ha denunciado una amenaza de destrucción debido a la falta de una conservación adecuada. Los dólmenes de Abjasia también se exhiben en el Museo Nacional Georgiano de Tiflisy en el Museo Estatal de Sukhumi.